# Tranås
Tranås er et byområde i Tranås kommun i Jönköpings län i Sverige. I 2010 var indbyggertallet 14.197.